# Labyrintha implexa
Labyrintha implexa är en lavart som beskrevs av Malcolm, Elix & Owe-Larss. 1995. Labyrintha implexa ingår i släktet Labyrintha och familjen Porpidiaceae.   Inga underarter finns listade i Catalogue of Life.